# Галево (Брестская область)
Галево (бел. Галева) — деревня в Пинском районе Брестской области Беларуси. Деревня входит в состав Оснежицкий сельсовет.
Через село проходят автомагистрали Р6 и Н246.
Деревня расположена в 6 км на север от Пинска и в 180 км на восток от Бреста.

## Описание
В XIX веке из кирпича была возведена часовня, ставшая памятником архитектуры позднего классицизма. Её восьмигранная ротонда увенчана шатровой крышей, а завершает композицию луковичная глава.
Боковые грани часовни украшены арочными оконными проемами, а фасады опоясаны профилированным карнизом и декорированы угловатыми лопатками.
16 июня 2013 года состоялось освящение храма, который был назван в честь Святителя Николая Чудотворца.

## Достопримечательность
- Памятный знак 80-летия Победы советского народа в Великой Отечественной войне (2025). Установлен в сквере жилого комплекса «Весенний» — на въезде в Пинск.

## Известные уроженцы
- Валерий Николаевич Азарсков (род. 1944) — учёный. Доктор технических наук.
- Любовь Ивановна Кононович (1932 — 2012) — Герой Социалистического Труда.